# Leeds
Leeds ist eine Großstadt im englischen Metropolitan County West Yorkshire sowie namensgebender Kernort und Verwaltungssitz des Metropolitan Borough Leeds im Vereinigten Königreich Großbritannien und Nordirland. Laut Volkszählung hatte im Jahre 2011 die innere „built-up area subdivision“ von Leeds, die im Wesentlichen dem bis 1974 bestehenden County Borough Leeds entspricht, 474.632 Einwohner. Der Metropolitan Borough Leeds, der die Kernstadt von Leeds mitsamt ihren 1974 eingemeindeten Vororten umfasst, hat 757.655 Einwohner (Stand 2012).
Leeds ist das kulturelle, finanzielle, gewerbliche und sportliche Zentrum von West Yorkshire, einem Ballungsgebiet mit mehr als 2,2 Millionen Einwohnern sowie der Leeds City Region, einer Metropolregion mit 3 Millionen Einwohnern.

## Geographie
Leeds befindet sich etwa 310 km nordnordwestlich von London. Die Stadt liegt am Fluss Aire in einer recht engen Stelle des Aire-Tales am östlichen Fuße der Pennines. Der höchste Punkt der Stadt ist bei 340 m ASL und der niedrigste Punkt bei 30 m; die Innenstadt befindet sich auf etwa 63 m ASL. Die Kernstadt von Leeds ist von einem Kranz von 1974 eingemeindeten Vororten umgeben, darunter Morley, Otley, Pudsey und Wetherby. An den Metropolitan Borough Leeds grenzen Harrogate im Norden, Selby im Osten, Wakefield im Süden, Kirklees im Südwesten und Bradford im Westen.
Die Innenstadt von Leeds ist von einer inneren Ringstraße umgeben, die sich aus Teilen der A-Straßen A58, A61, A64, A643 sowie der M621 ergibt.

### Klima
Leeds befindet sich in einer Zone gemäßigten Klimas mit vier ausgeprägten Jahreszeiten. Wie in den meisten Gebieten auf der Ostseite der Pennines fallen die Niederschlagsmengen vergleichsweise moderat aus. Jährlich werden im Durchschnitt 747 mm Niederschlag gemessen und damit weniger als z. B. in New York, Sydney oder Rom. Im Winter kommt es nur selten zu Schneefall oder gar längeren winterlichen Perioden. Der Winter 2009/10 war jedoch der kälteste und schneereichste seit Jahrzehnten.
|                       | Jan  | Feb  | Mär  | Apr  | Mai  | Jun  | Jul  | Aug  | Sep  | Okt  | Nov  | Dez  |   |       |
| Mittl. Tagesmax. (°C) | 5,8  | 5,9  | 8,7  | 11,3 | 15,0 | 18,2 | 19,9 | 19,9 | 17,3 | 13,4 | 8,8  | 6,7  | ⌀ | 12,6  |
| Mittl. Tagesmin. (°C) | 0,3  | 0,2  | 1,6  | 3,1  | 5,5  | 8,5  | 10,4 | 10,5 | 8,7  | 6,3  | 2,9  | 1,2  | ⌀ | 5     |
|                       |      |      |      |      |      |      |      |      |      |      |      |      |   |       |
| Niederschlag (mm)     | 61   | 45   | 52   | 48   | 54   | 54   | 51   | 65   | 57   | 55   | 57   | 61   | Σ | 660   |
|                       |      |      |      |      |      |      |      |      |      |      |      |      |   |       |
| Regentage (d)         | 17,5 | 14,2 | 14,8 | 13,5 | 13,7 | 12,2 | 11,7 | 13,2 | 12,9 | 15,1 | 16,5 | 17,0 | Σ | 172,3 |

| 0,3 |

| 0,2 |

| 1,6 |

| 3,1 |

| 5,5 |

| 8,5 |

| 10,4 |

| 10,5 |

| 8,7 |

| 6,3 |

| 2,9 |

| 1,2 |

| 0,3 |

| 0,2 |

| 1,6 |

| 3,1 |

| 5,5 |

| 8,5 |

| 10,4 |

| 10,5 |

| 8,7 |

| 6,3 |

| 2,9 |

| 1,2 |

## Geschichte
Erstmalige Erwähnung findet eine Landschaft namens Loidis um 730 in der Historia ecclesiastica gentis Anglorum des Theologen und Geschichtsschreibers Beda Venerabilis. Dieser keltische Name leitet sich vom altbritannischen *Lātēnses (über das spätbritannische Lādēses) ab, das sich aus der keltischen Wurzel *lāt- „gewalttätig, kochend“ und dem entlehnten lateinischen Plural-Ableitungssuffix -ēnses zusammensetzt; es bedeutet also „Menschen des schnell fließenden Flusses“, in Anlehnung an den Fluss Aire, der durch die Stadt fließt. Dieser Name bezog sich ursprünglich auf das Waldgebiet, das den größten Teil des britannischen Königreichs Elmet (5. bis ins frühe 7. Jahrhundert) bedeckte. Der Name dieser Gegend übertrug sich auf die Ortschaft, die sich um eine Pfarrkirche herum bildete und 1086 als Ledes im Domesday Book genannt wurde. 1207 erfolgte eine Neugründung. Als Schreibweise etablierte sich zu dieser Zeit Leedes. Wichtigster Erwerbszweig wurde die Verarbeitung von Wolle.

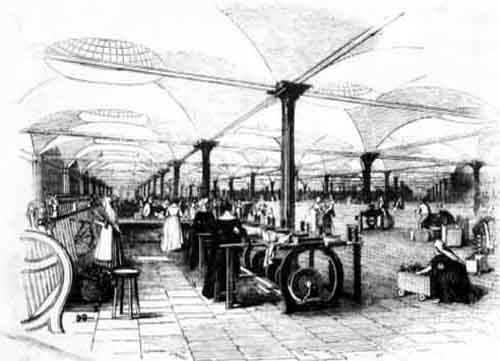
Textilfabrik im Jahre 1843

Ende des 17. Jahrhunderts begann eine wirtschaftliche Blütezeit, mit einem florierenden Tuchhandel entwickelte sich Leeds zu einer der wohlhabendsten Städte Nordenglands. Die Einwohnerzahl stieg von 10.000 Bürgern im späten 17. Jahrhundert auf etwa 30.000 Einwohner gegen Ende des darauffolgenden Jahrhunderts. Begünstigt wurde der Aufstieg durch die Lage am Fluss Aire, der 1699 schiffbar gemacht wurde und damit die Verbindung zu Ouse, Humber und der Nordsee herstellte.
Im Zuge der Industriellen Revolution im späten 18. Jahrhundert wuchs Leeds rasant, bis 1840 stieg die Einwohnerzahl auf über 150.000 Einwohner. Die Stadt wurde ein Zentrum der Textilindustrie und des Maschinenbaus. Die Middleton Railway, die seit 1758 als Pferdebahn in Betrieb war, wurde 1812 durch Dampflokomotiven ersetzt. 1816 wurde ein Kanal nach Liverpool eröffnet.
Im Zweiten Weltkrieg wurde Leeds mehrmals bombardiert, im Jahr 1941 fand der größte Angriff der deutschen Luftwaffe statt. Nach 1945 begann der industrielle Niedergang Leeds. Zwischen 1971 und 1981 ging jeder dritte Arbeitsplatz im produzierenden Gewerbe verloren, im Jahr 2003 waren nur noch rund 10 % der Arbeitnehmer in der Industrie beschäftigt. Mit dem Zerfall der traditionellen Industrie ging ein Aufschwung im Dienstleistungssektor und in der Bildung einher. Der Gründung der University of Leeds im Jahr 1904 folgen weitere Hochschulgründungen und schufen so die Grundlage für den Aufstieg zu einer bedeutenden Universitätsstadt.

### Eingemeindungen
1207 wurde erstmals ein Borough of Leeds gegründet, der das heutige Stadtzentrum umfasste. 1626 wurden umliegende Townships durch König Karl I. für nach Leeds eingemeindet erklärt. Diese wurden 1866 jedoch wiederum zu sogenannten Civil Parishes, also selbstständigen Gemeindebezirken. 1889 wurde der Borough zu einem County Borough erklärt, wodurch dieser von nun an unabhängig vom Council des West Ridings verwaltet wurde. 1893 wurde Leeds der Status einer City verliehen.
1904 wurden die vormals selbstständigen Orte Beeston, Chapel Allerton, Farnley, Headingley cum Burley und Potternewton nach Leeds eingemeindet. Von 1911 bis 1961 wuchs das Stadtgebiet von 87 km² auf insgesamt 164 km² an. 1912 wurden Roundhay und Seacroft eingemeindet, und 1925 wurde das Stadtgebiet von Leeds auf die gesamte Fläche des Borough ausgeweitet.
Am 1. April 1974 wurde der County Borough aufgelöst und Teile davon (Tadcaster, Wetherby und Wharfedale) ausgegliedert. Als selbstständige Gemeinden formten sie von nun an zusammen mit Leeds den neuen Metropolitan Borough City of Leeds. Bis 1986 bestand das Leeds City Council, welches den Borough gemeinschaftlich verwaltete. Dieses wurde dann jedoch aufgelöst und seine Funktionen auf die einzelnen Gemeinden übertragen.

## Religionen
Die Mehrheit der Bevölkerung in Leeds bezeichnet sich als christlich. Die anglikanischen Gemeinden mit der Hauptpfarrkirche St. Peter gehören der Diözese Ripon and Leeds der Church of England an. Das römisch-katholische Bistum Leeds mit der St.-Annen-Kathedrale wurde 1878 errichtet.
Es gibt in Leeds noch zahlreiche christliche Kirchengemeinschaften wie die Baptisten, Assembly of God, Christian Science, die Kirche Jesu Christi der Heiligen der Letzten Tage, die Gemeinschaft Christi, die Griechisch-orthodoxen Kirchen, die Evangelisch-lutherischen Kirchen, die Methodist Church of Great Britain, die Zeugen Jehovas, die Kirche des Nazareners, die Pfingstbewegung, die Heilsarmee, die Siebenten-Tags-Adventisten, die Quäker, die United Reformed Church, die Vineyard-Bewegung sowie mehrere andere Freikirchen.
Der Anteil an Muslimen in Leeds entspricht dem Durchschnitt Großbritanniens. Muslimische Gemeinden existieren in den Stadtteilen Chapeltown, Harehills, Hyde Park und Beeston. Die größte Moschee steht in Hyde Park. Der größte Gebetstempel der Sikhs in Leeds (genannt Gurdwara) steht in Chapeltown. Etwa 3.000 Sikhs aus Leeds nehmen jährlich am Neujahrs- und Geburtsfest (Vaisakhi) ihrer Religion am 13./14. April teil.
Leeds besitzt nach London und Manchester die drittgrößte jüdische Gemeinde im Vereinigten Königreich. Die meisten Juden leben in den Vororten Alwoodley und Moortown. Insgesamt existieren acht Synagogen in Leeds.
In Leeds existiert außerdem noch eine Hinduistische Gemeinde, eine Buddhistische Gemeinde sowie eine Gemeinde der Bahai.

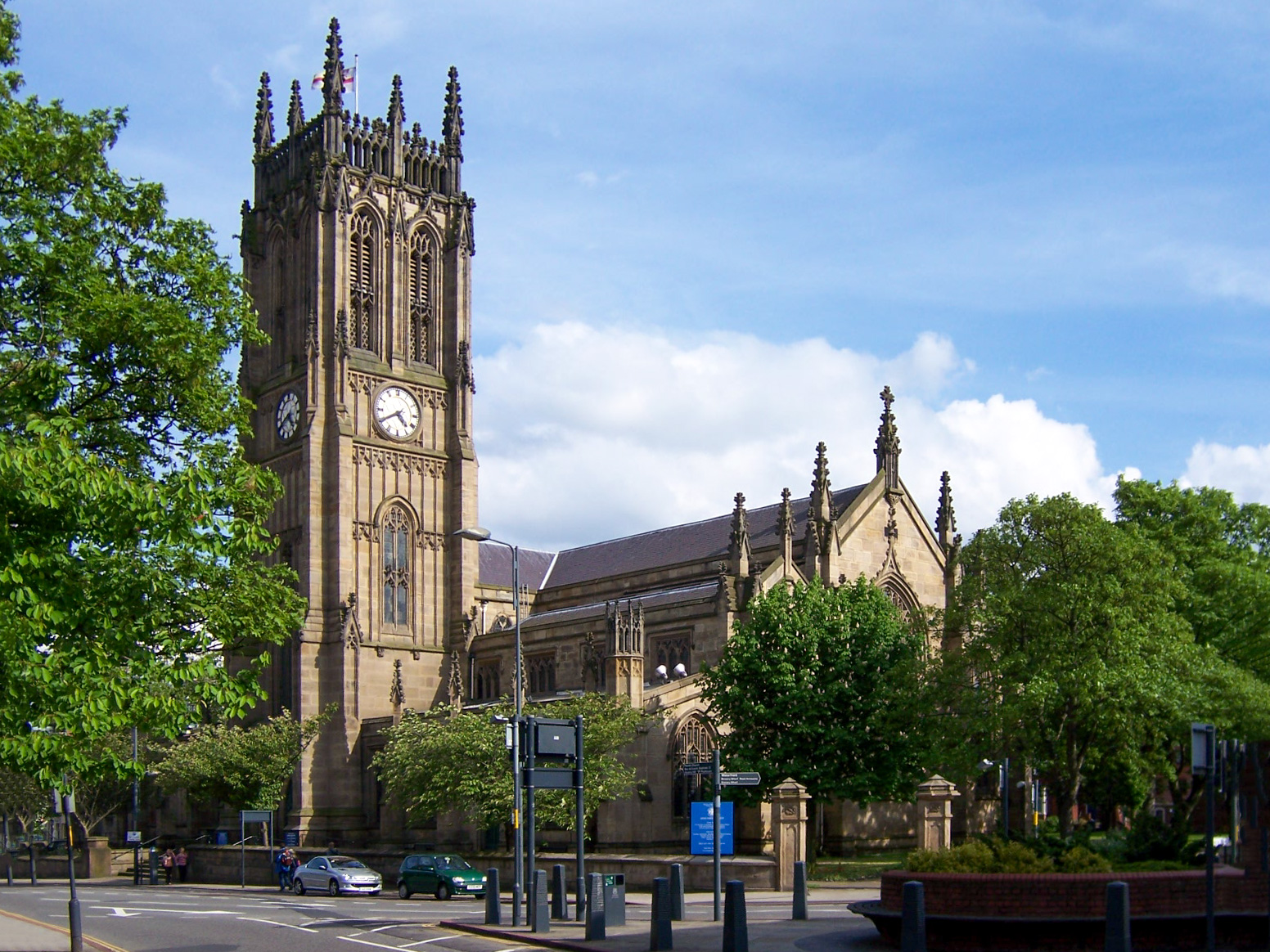
Anglikanische Pfarrkirche St. Peter
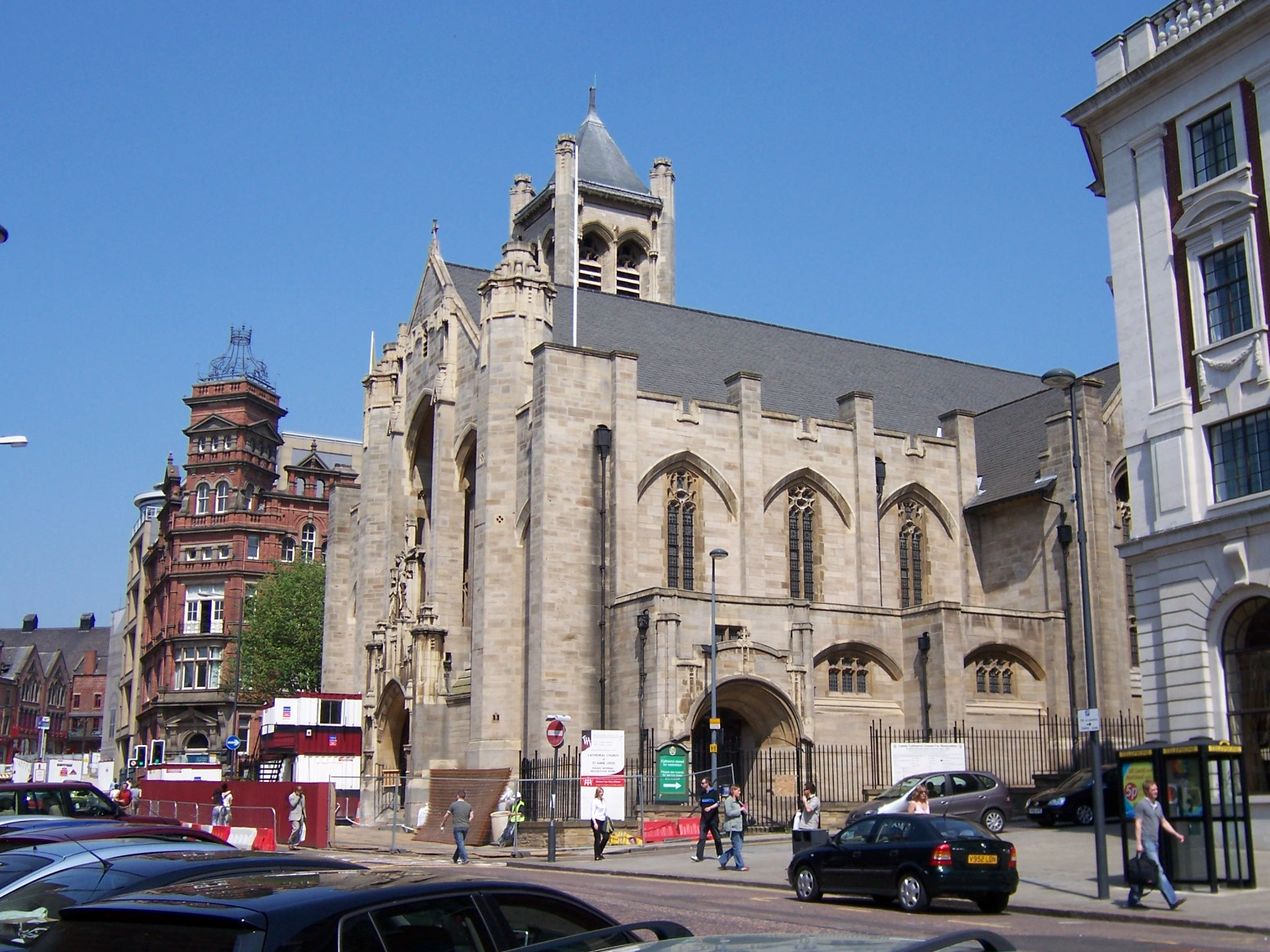
Römisch-katholische St Anne’s Cathedral
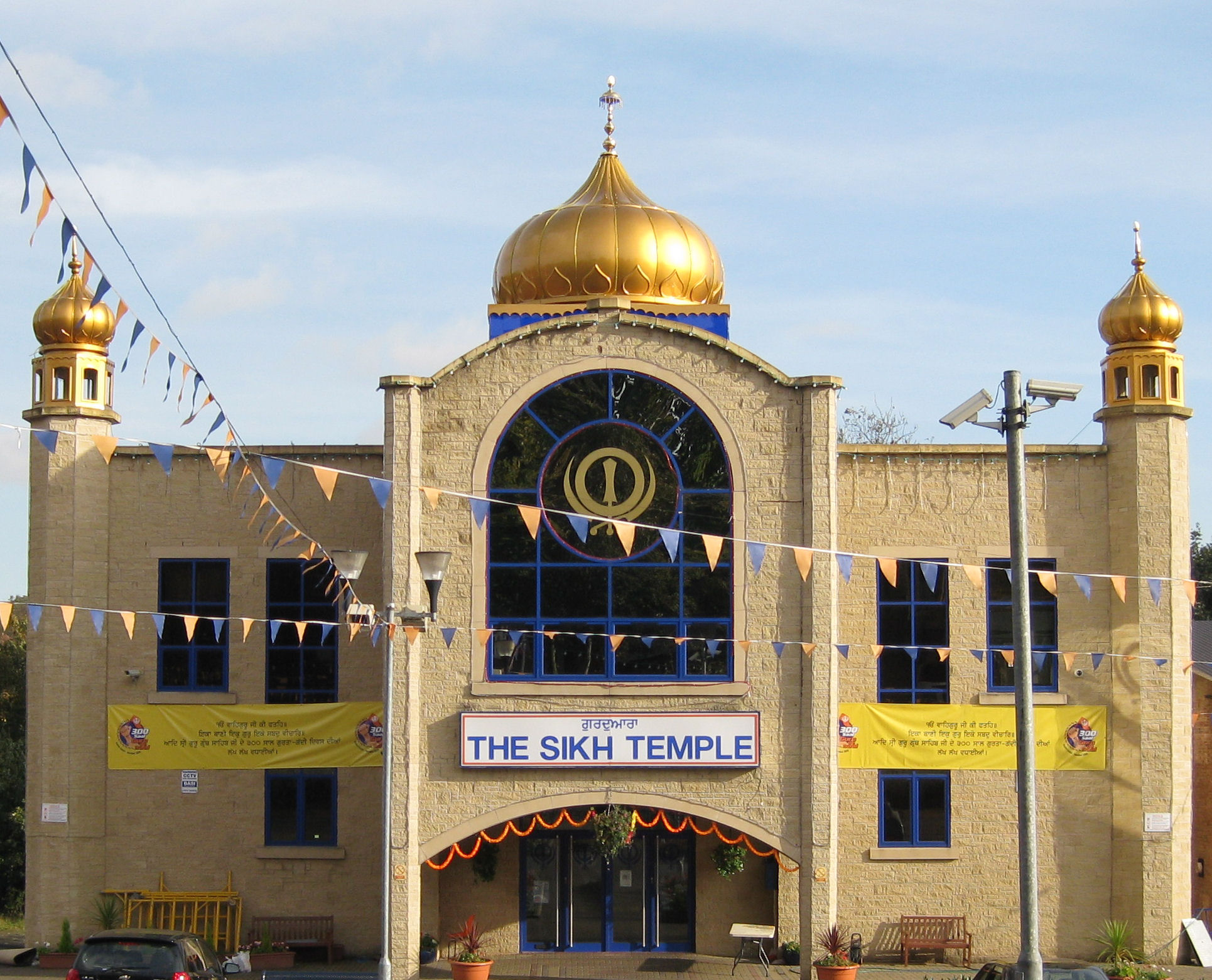
Tempel der Sikhs
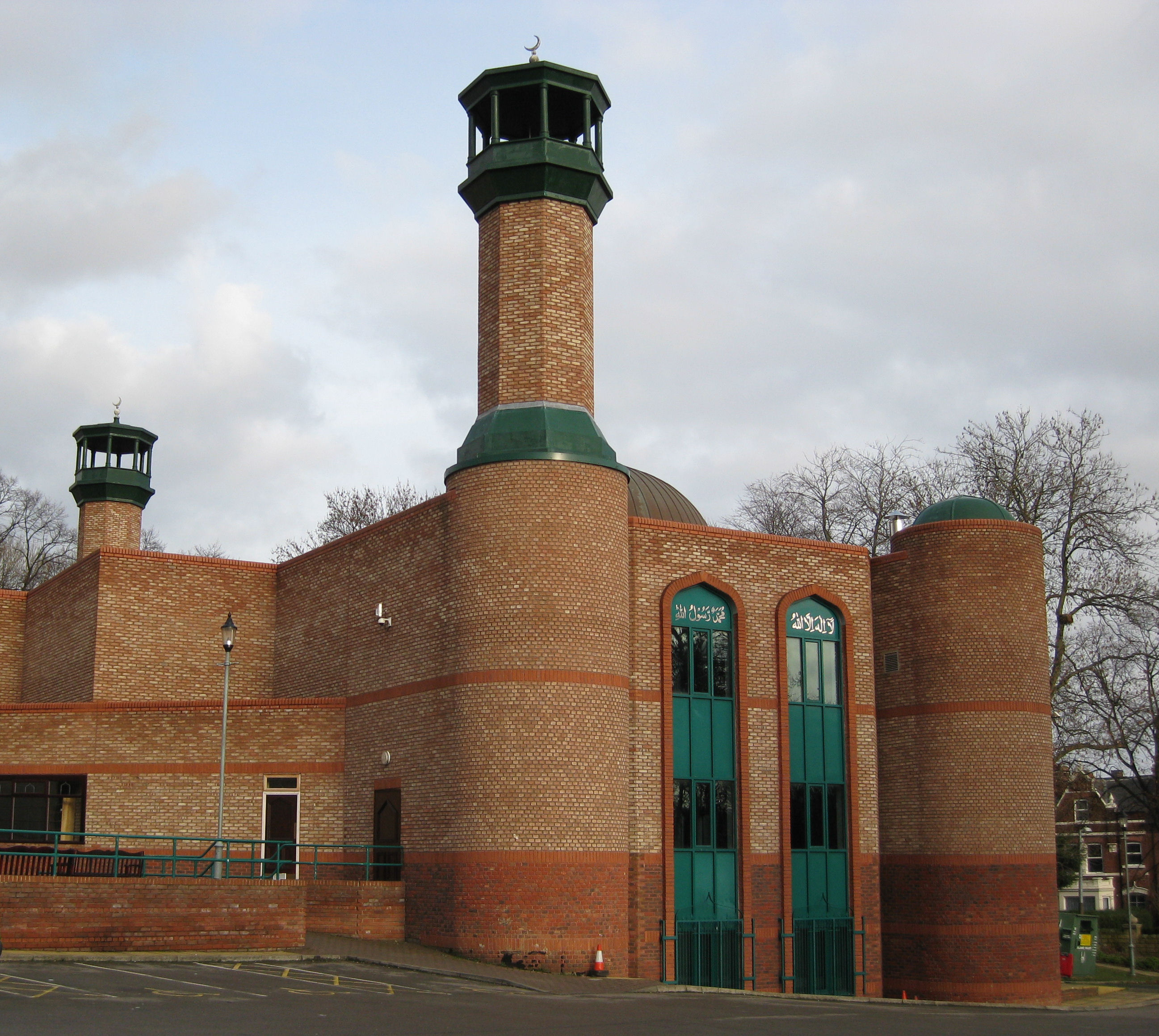
Moschee in Leeds

## Kultur und Sehenswürdigkeiten

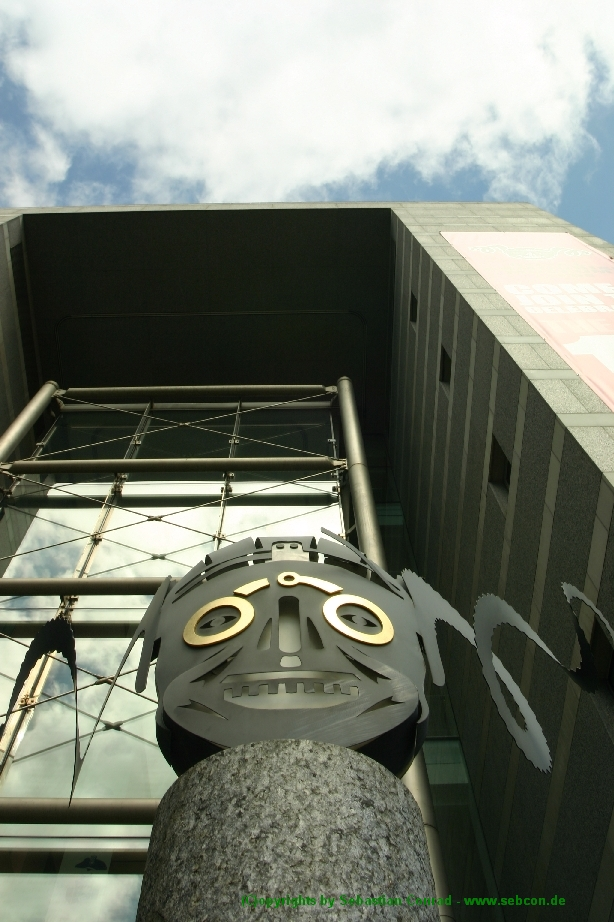
Royal Armouries Museum

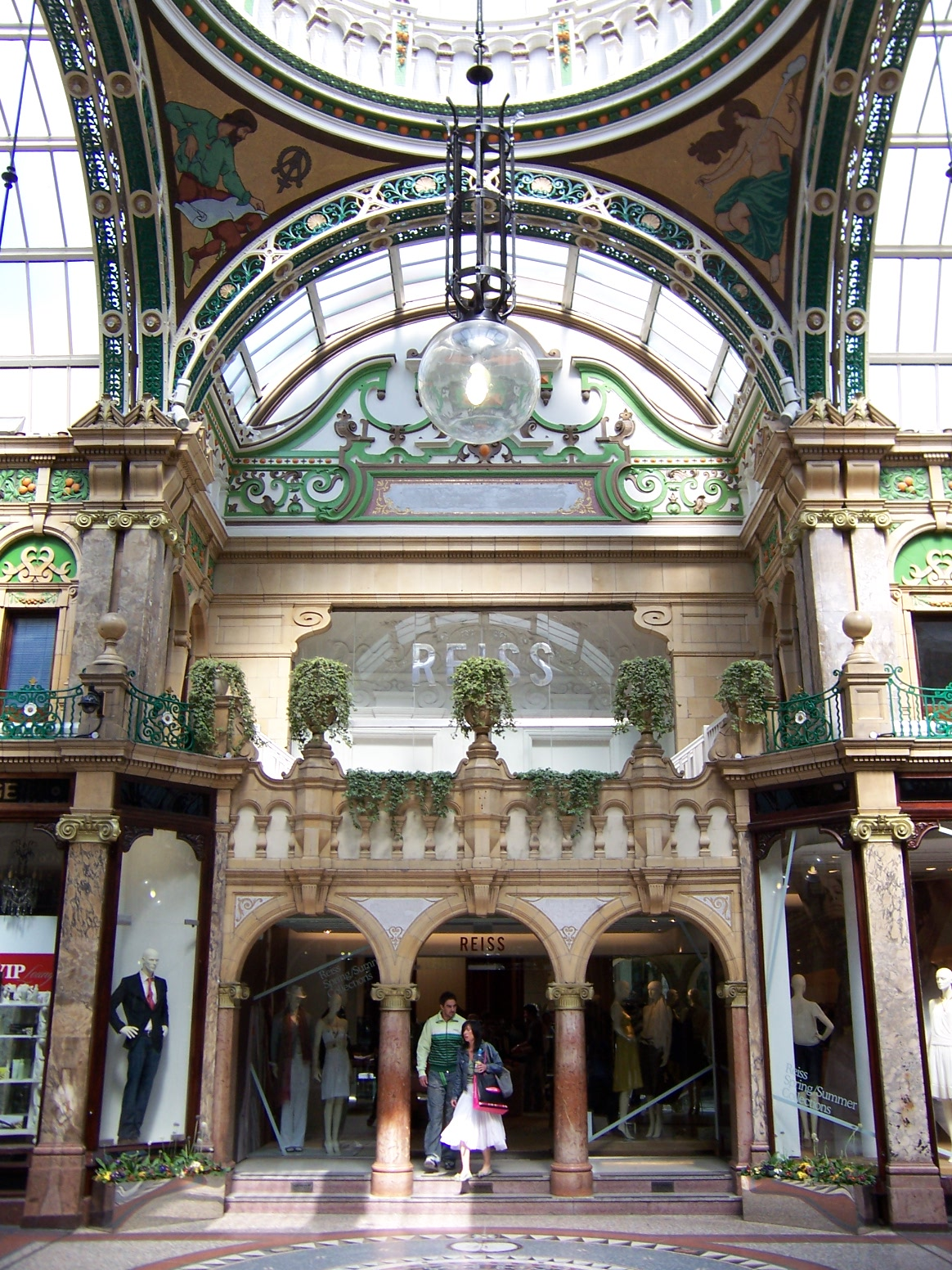
Einkaufszentrum Victoria Quarter

### Museen, Theater, Musik und Festivals
Das Royal Armouries Museum öffnete 1996 und zeigt eine Ausstellung historischer Waffen und Rüstungen, die ursprünglich im Tower of London aufbewahrt wurden. In einer ehemaligen Baumwollfabrik liegt das Armley Mills Industrial Museum, es befasst sich mit der industriellen Vergangenheit der Stadt. Hier werden auch die ersten bewegten Bilder der Welt gezeigt, die im Jahre 1888 von Louis Le Prince in Leeds aufgenommen wurden. Er drehte eine kurze Sequenz der Gärten und der Innenstadt von Leeds. Nach einer Generalsanierung wurde die Leeds Art Gallery im Jahr 2007 wieder eröffnet. Sie beheimatet eine Sammlung historischer und zeitgenössischer britischer Kunst. In den meisten städtischen Museen ist der Eintritt kostenlos.
Der größte Theaterbau der Stadt ist das Grand Theatre, es ist das Stammhaus des Opernensembles Opera North. Die City Varieties Music Hall gibt es seit 1865, Charlie Chaplin, Marie Lloyd und Houdini gehörten zu den Künstlern, die in dem Haus auftraten. Erwähnenswert ist außerdem der Theaterkomplex West Yorkshire Playhouse. Leeds ist die Heimat zweier Tanzensembles, eines für klassisches Ballett, eines für modernen Tanz.
Das Musikfest Leeds Festival findet alljährlich in der Parkanlage Bramham Park statt, es spielen bekannte britische Musiker des Rock und Indie-Rock. Die Stadt ist außerdem die Heimat der Leeds International Pianoforte Competition, in deren Rahmen seit 1963 bekannte Pianisten Konzerte geben.
Das Leeds International Film Festival ist das größte britische Filmfestival außerhalb Londons mit einem internationalen Wettbewerbsprogramm. Rund 200 Filme werden auf dem Festival gezeigt.
Bekannte Musikgruppen aus Leeds sind I Like Trains, Chumbawamba, Gang of Four, Mekons, die Kaiser Chiefs, The Music, The Pigeon Detectives, The Sisters of Mercy, The Sunshine Underground und Alt-J.

### Bauwerke und Parks
Im Westen der Stadt liegt die Ruine der Kirkstall Abbey, einer Zisterzienser-Abtei aus dem 12. Jahrhundert. Um das Kloster wurde eine ausgedehnte Gartenanlage entlang des Aire-Flusses angelegt. Aus dem 16. Jahrhundert stammt das im Tudorstil erbaute Herrenhaus von Temple Newsam. Ein weiteres Palais ist das Harewood House, das 1771 fertiggestellt wurde und auch heute noch im Besitz des Earl of Harewood ist.
Während der industriellen Blütezeit der Stadt im 19. Jahrhundert entstanden eine Reihe von repräsentativen Gebäuden in der Innenstadt, meist in der Architektur des Barock, der Klassik oder des Viktorianischen Stils. Dazu zählen die anglikanische Pfarrkirche St. Peter, 1841 anstelle eines gotischen Vorgängerbaus errichtet, das Rathaus von Leeds (Leeds Town Hall; erbaut zwischen 1853 und 1858), das größte überdachte Markthaus Europas Leeds Kirkgate Market, der Rundbau des Corn Exchange, das heute als Kaufhaus genutzt wird, und die katholische St.-Annen-Kathedrale (1902–1904). Aus dem 21. Jahrhundert stammt das höchste Gebäude von Leeds, Bridgewater Place, ein Hochhaus mit 32 Stockwerken.
Größte Parkanlage ist der 280 Hektar große Roundhay Park im Norden der Innenstadt, mit einem Tropenhaus mit verschiedenen Biotopen, einem Schmetterlingshaus und Aquarien. Im Park finden regelmäßig Konzerte statt.

### Sport

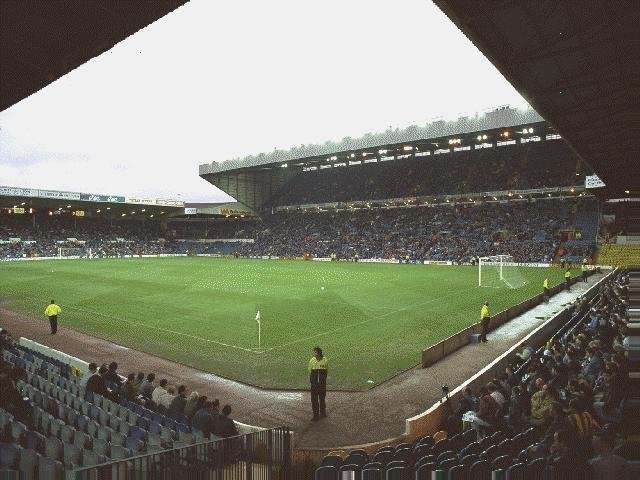
Elland Road

Der bedeutendste Sportverein in Leeds ist der Fußballverein Leeds United. Der 1919 gegründete Klub trägt seine Heimspiele im 40.000 Zuschauer fassenden Stadion Elland Road im Stadtteil Beeston aus. Der Verein gewann drei Mal die englische Meisterschaft, zuletzt in der Saison 1991/92. Ebenfalls aus Leeds stammen die Rugbyteams Leeds Rhinos (Rugby League) und Yorkshire Carnegie (früher Leeds Carnegie, Rugby Union).

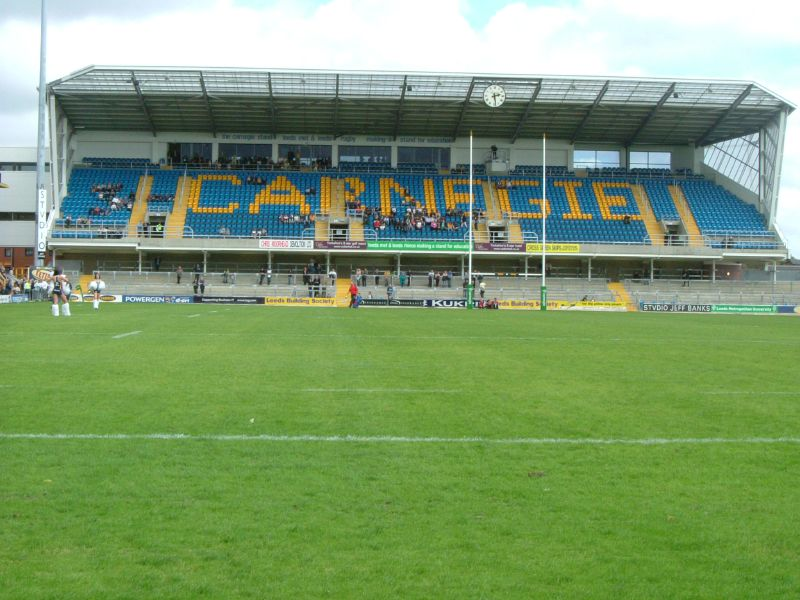
Headingley Stadium

Die Leeds Rhinos sind der erfolgreichste Rugby-League-Verein in Leeds. Er gewann sechs Mal die Meisterschaft in der Super League und 12 Mal den Challenge Cup. Ihr Heimstadion ist das Headingley Stadium im Stadtteil Headingley. Weitere Rugby-League-Vereine sind die Hunslet Hawks, die Bramley Buffaloes und die Leeds Akkies. Das erfolgreichste Rugby-Union-Team ist Yorkshire Carnegie, das seine Heimspiele ebenfalls in Headingley austrägt und früher in der höchsten, heute in der zweithöchsten Spielklasse in England, der Championship, spielt. Der Frauenfußballverein Leeds Carnegie LFC spielt ebenso in der höchsten Spielklasse, der Women’s Premier League.
Leeds war unter anderem einer der Austragungsorte der Cricket World Cups 1975, 1979, 1983, 1999 und 2019, sowie der Rugby-Union-Weltmeisterschaft 2015.

## Wirtschaft und Infrastruktur
Leeds besitzt eine vielfältige Wirtschaftsstruktur, wobei die Bedeutung des Dienstleistungssektors die produzierenden Industrien seit einiger Zeit überstiegen hat. Im gesamten Metropolitan District waren 2002 insgesamt 401.000 Arbeitnehmer registriert. Davon waren 24,7 % im öffentlichen Dienst, 23,9 % im Finanz- und Versicherungssektor und 21,4 % im Vertrieb sowie im Hotel- und Gastronomiegewerbe tätig. Der Finanzsektor unterscheidet Leeds dabei vom Rest der Region und hat nach London die größte Bedeutung im Vereinigten Königreich. In Leeds befindet sich die einzige Zweigniederlassung der Bank of England im gesamten Land. Die Bruttowertschöpfung der Stadt lag 2006 bei 16,3 Milliarden Pfund Sterling., die der ganzen Leeds City Region bei 46 Milliarden Pfund Sterling. Der Einzugsbereich des Handels in Leeds beläuft sich auf 3,2 Millionen Einwohner in Leeds und Umgebung. Leeds hat eine große Anzahl an Einkaufszentren mit etwa 1.000 Geschäften bzw. 210.000 m² Verkaufsfläche zu bieten. Etwa 40.000 Menschen sind in Leeds im Einzelhandel beschäftigt.
Im Stadtzentrum existieren etwa 1.000.000 m² Bürofläche. 1999 bis 2008 wurden etwa 2,5 Milliarden Pfund in ein Infrastrukturprogramm investiert: 711 Millionen davon gingen in Bürogebäude, 265 Millionen in den Einzelhandel, 389 Millionen in Sport und Freizeit und 794 Millionen Pfund in den Wohnungsbau. Die Bedeutung des Tourismus wächst: 2009 war Leeds die achtmeistbesuchte Stadt in England durch Besucher aus dem Vereinigten Königreich. Bei ausländischen Besuchern war Leeds in dieser Rangliste auf Platz 13.

### Verkehr
Leeds ist über die Stadtautobahn M621 mit Anschluss an die M1 und M62 an das Autobahnnetz Großbritanniens angeschlossen. Die auf Autobahnstandard ausgebaute A1(M) führt gut zehn Kilometer östlich an Leeds vorbei. Die Stadt wird von den A-Straßen A58 und A61 durchkreuzt und ist Anfangspunkt der A62, A63, A64, A65 und A660. Leeds besitzt einen Innenstadtring sowie einen Außenring.

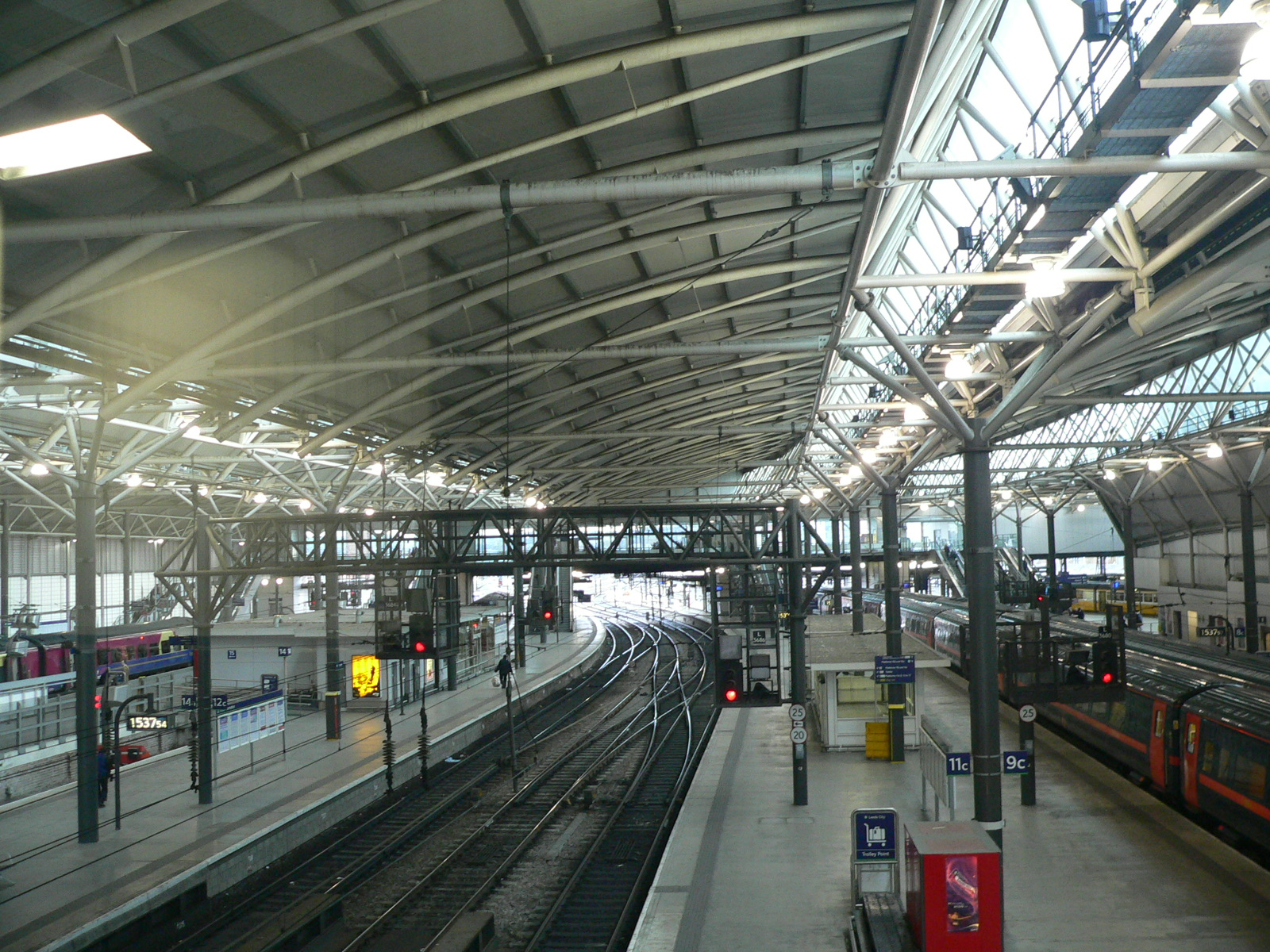
Der Bahnhof Leeds nach dem Umbau 2002

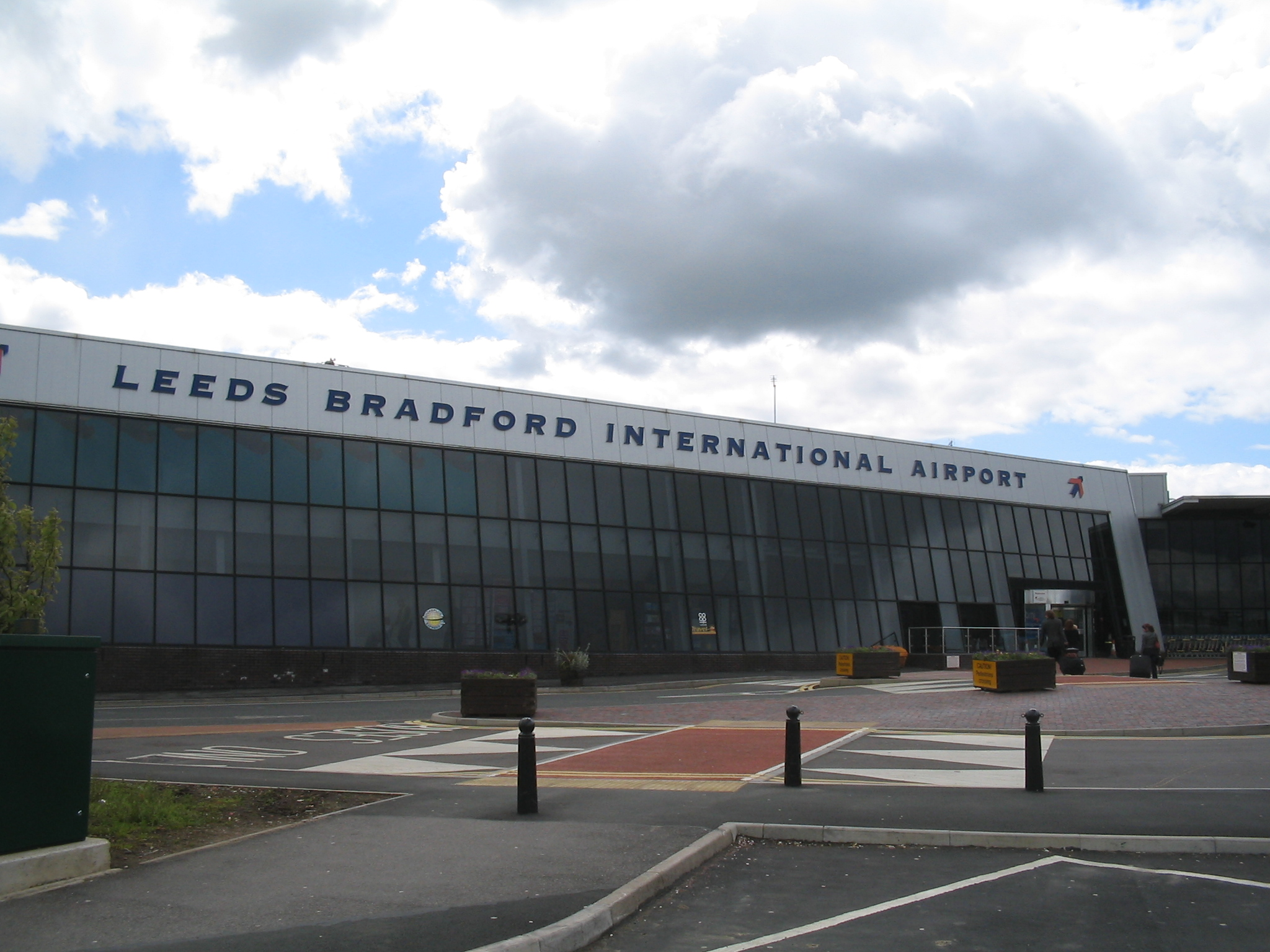
Flughafen Leeds/Bradford

Der ÖPNV in Leeds wird von der West Yorkshire Passenger Transport Executive koordiniert. Das wichtigste Nahverkehrsmittel in Leeds ist der Bus. Im Stadtzentrum verkehrt ein Stadtbus (CityBus) als Ringlinie in einer schnellen Taktfrequenz, er konnte bis 2011 kostenlos benutzt werden und kostet seitdem 50p. Er verbindet den Hauptbahnhof, die Busbahnhöfe, das Büro- und Einkaufszentrum, das innerstädtische Krankenhaus, die Universitäten sowie das Park Lane College. First Leeds und Arriva Yorkshire bedienen Buslinien im Süden der Stadt. Der zentrale Busbahnhof befindet sich an der Dyer Street, von wo aus Expresslinien nach Zielen in ganz Yorkshire und England verkehren. Harrogate & District bietet Busverbindungen nach Harrogate und Ripon an und Keighley & District bedient Busse auf der Route nach Shipley, Bingley und Keighley. Yorkshire Coastliner bietet Verbindungen nach Bridlington, Filey, Scarborough und Whitby über York und Malton an, und Stagecoach bedient die Strecke über Goole nach Kingston upon Hull.
Der Straßenbahnverkehr wurde 1959 eingestellt. Langjährige Planungen einer Stadtbahn scheiterten 2005 nach einer Kostenverdoppelung an einem Veto der britischen Regierung. Seit 2024 wird wieder ein Straßenbahnnetz mit zwei Linien geplant.
Der Bahnhof Leeds ist einer der verkehrsreichsten Bahnhöfe Englands außerhalb von London. Er wird jeden Tag von über 900 Zügen und 50.000 Passagieren frequentiert. Von hier fahren sowohl Fernzüge nach Zielen auf der ganzen Insel als auch Regionalzüge in die umliegende Gegend ab. Mit 17 Gleisen ist der Bahnhof Leeds der größte außerhalb von London.
Der Flughafen Leeds/Bradford befindet sich bei Yeadon, etwa 16 km nordwestlich des Stadtzentrums. Von hier aus existieren Charter- und Linienverbindungen nach Zielen in ganz Europa sowie nach Ägypten und die Türkei. Zubringerflüge zu den Charles de Gaulle (Paris) und Schiphol (Amsterdam) bieten Anschlüsse zu Verbindungen zu Zielen in der ganzen Welt an. Der Flughafen Doncaster/Sheffield liegt etwa 60 km südöstlich von Leeds. Der kleinere Leeds East Airport liegt zirka zwanzig Kilometer östlich von Leeds.
Ab Kingston upon Hull bestehen Fährverbindungen von P&O Ferries nach Hoek van Holland und Zeebrügge.

### Medien
In Leeds erscheinen die Tageszeitungen Yorkshire Post und Yorkshire Evening Post. Die Wetherby News und der Wharfedale & Airedale Observer erscheinen wöchentlich im Nordosten bzw. Nordwesten des Districts. The Leeds Guide ist ein seit 1997 vierzehntäglich erscheinender Anzeigenmarkt.
Die BBC und ITV besitzen beide Studios und regionale Übertragungszentren in Leeds. BBC Radio Leeds, Radio Aire, Magic 828, Capital Yorkshire (früher Galaxy Yorkshire), Real Radio und Yorkshire Radio senden ihr Radioprogramm aus Leeds. Dazu existieren noch zahlreiche weitere lokale Radiostationen in der Stadt.

### Bildung
Leeds hat zwei große Universitäten, die University of Leeds (gegründet 1904) mit 37.410 Studenten (2022/2023) und die Leeds Beckett University (gegründet 1970 unter dem Namen Leeds Polytechnic, umbenannt 1992 und 2014) mit 23.580 Studenten (2022/2023). Seit 2012 hat die Leeds Trinity University (ehemals Trinity and All Saints College) ebenfalls den vollen Universitätsstatus. Sie ist seitdem stark gewachsen: 2014/2015 hatte sie 3.505 Studierende, 2019/2020 waren es 4.985 und 2022/2023 insgesamt 13.630. Die Leeds Arts University, 1846 als Leeds School of Art gegründet und seit den späten 1920ern als Leeds College of Art bekannt, wurde später das College of Art and Design für Kunst und Gestaltung und bekam 2017 den Status einer Universität. Sie hat 2.250 Studierende (2022/2023).
Darüber hinaus gibt es noch fünf weitere staatliche Hochschulen (Colleges); das College of Building für Architektur und Bauwesen mit 6.500 Studenten (2019), das Leeds Conservatoire (zuvor Leeds College of Music) mit 1.455 Studierenden, die Northern School of Contemporary Dance für professionellen Tanz, das katholische Notre Dame Sixth Form College, das Leeds City College und die Northern Film School. Am Joseph Priestley College werden Kurse zur beruflichen Weiterbildung gegeben.
Die landesweit aktive Open University, Großbritanniens größte Einrichtung für Teilzeitstudien, ist ebenfalls in Leeds vertreten.

## Politik
- Greens: 6
- Labour: 60
- SDP: 3
- LibDem: 6
- Cons.: 14
- Unabh.: 10

Unabh. = Morley Borough Ind. (4), Garforth & Swillington Ind. (3) und Local Independent (3)

## Städtepartnerschaften
Partnerstädte von Leeds sind
| - Siegen, Deutschland, seit 1966 - Lille, Frankreich, seit 1968 - Dortmund, Deutschland, seit 1969 | - Hangzhou, Volksrepublik China, seit 1988 - Brünn, Tschechien, seit 1991 - Durban, Südafrika, seit 1998 |